# Павловац (община Враня)
Павловац или Павловец (на сръбски: Павловац или Pavlovac) е село в Югоизточна Сърбия, Пчински окръг, Град Враня, община Враня.

## География
Селото е съставено от две части – Долни Павловац и Горни Павловац. Разположено е във Вранската котловина, непосредствено до левия бряг на река Южна Морава. Отстои на 9 км югозападно от окръжния и общински център Враня, на 2,5 км северозападно от село Ратае, на 4,5 км североизточно от село Давидовац, на 3,2 км югоизточно от село Катун и на 3 км югозападно от село Долни Нерадовац.

## История
В местностите Чукар и Гумнище край селото са открити две неолитни селища.
По време на Първата световна война селото е във военновременните граници на Царство България, като административно е част от Вранска околия на Врански окръг.

## Население
Според преброяването на населението от 2011 г. селото има 608 жители.

### Етнически състав
Данните за етническия състав на населението са от преброяването през 2002 г.
- сърби – 497 жители (56,60%)
- цигани – 380 жители (43,28%)
- македонци – 1 жител (0,11%)

## Транспорт
През селото минават международен път Е75 и железопътната линия Белград – Скопие.